# Općina Cerkvenjak
Općina Cerkvenjak (slo.:Občina Cerkvenjak) je općina u sjeveroistočnoj Sloveniji u pokrajini Štajerskoj u statističkoj regiji Podravskoj. Središte općine je naselje Cerkvenjak koje ima 150 stanovnika, dok cijela općina ima 2.046 stanovnika.

## Zemljopis
Općina Cerkvenjak nalazi se u sjeveroistočnom dijelu Slovenije, u slovenskom dijelu Štajerske. Područje općine pripada središnjem dijelu Slovenskih Gorica, brdskom kraju poznatom po vinogradarstvu i vinarstvu. u općini vlada umjereno kontinentalna klima.
Najznačajniji vodotok u općini je rječica Pesnica, pritoka Drave. Svi ostali vodotoci su mali i pritoci rječice Pesnice.

## Naselja u općini
Andrenci, Brengova, Cenkova, Cerkvenjak, Cogetinci, Čagona, Grabonoški Vrh, Ivanjski Vrh, Kadrenci, Komarnica, Peščeni Vrh, Smolinci, Stanetinci, Vanetina, Župetinci

## Vanjske poveznice
- Službena stranica općine